# Facobly
 Facobly   è una città, sottoprefettura e comune della Costa d'Avorio, situata nella regione di Guémon. È capoluogo dell'omonimo dipartimento e conta una popolazione di 22 407 abitanti (censimento 2014).